# ژان-پی‌یر پونل
ژان-پی‌یر پونل (فرانسوی: Jean-Pierre Ponnelle‎؛ ‏تلفظ در فرانسوی: [ʒɑ̃ pjɛʁ pɔnɛl]؛ ‏ ۱۹ فوریهٔ ۱۹۳۲ – ۱۱ اوت ۱۹۸۸) کارگردان نمایش و اپرا، طراح صحنه، طراح تولید و کارگردان فیلم اهل فرانسه بود.
او کارش را در آلمان به‌عنوان طراح صحنه در اپرای «بلوار تنهایی» اثر هانس ورنر هنتسه شروع کرد و در سال ۱۹۶۲ میلادی، اپرای تریستان و ایزولده اثر ریشارد واگنر را در دوسلدورف به روی صحنه برد.
آثار وی در مراکز مشهوری چون تالار اپرای متروپولیتن نیویورک، اپرای سان‌فرانسیسکو و کاونت گاردن به روی صحنه رفته‌است.